# 詩里亞油田

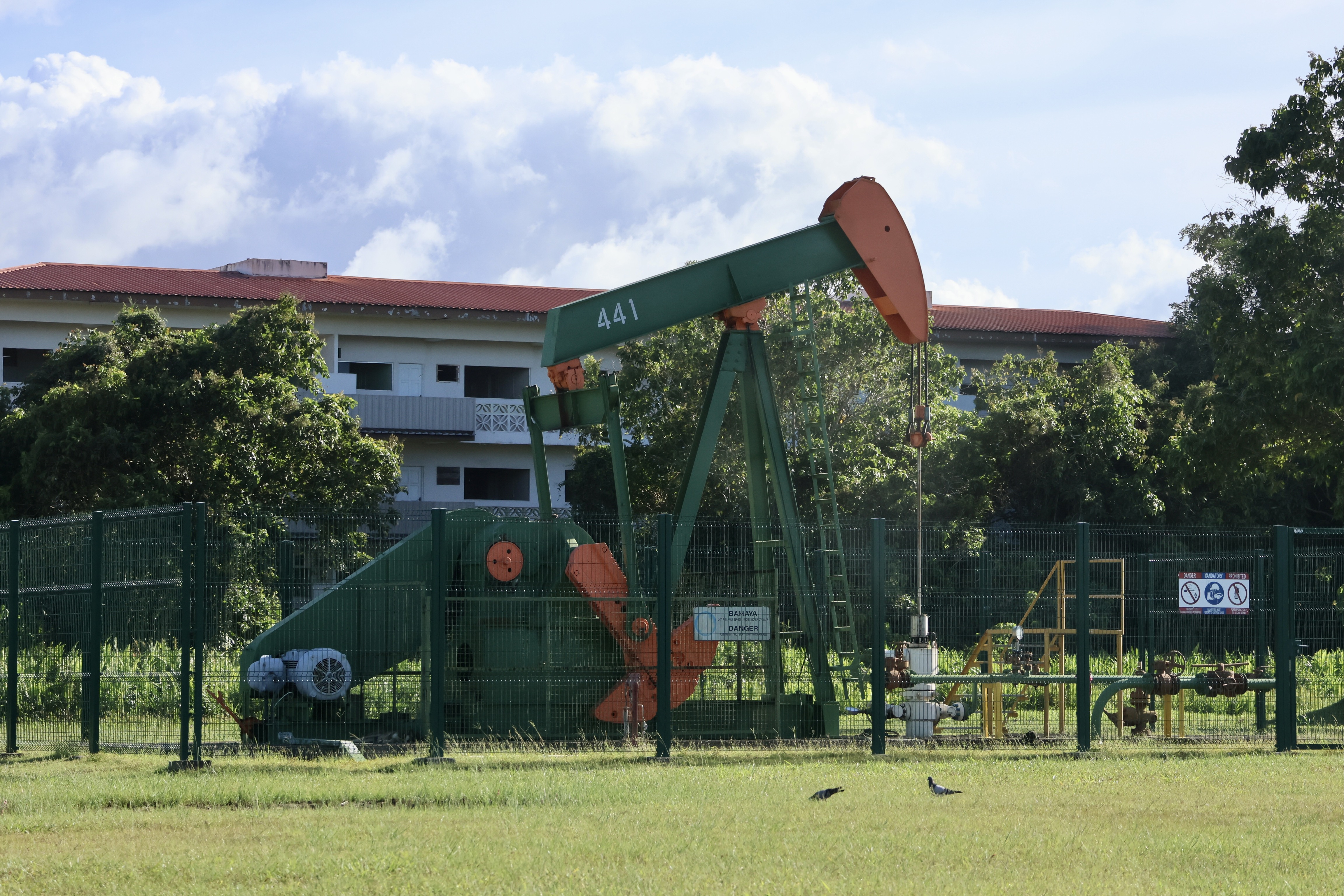
詩里亞郊區的S-441號油井

詩里亞油田是汶萊主要的油田，也是婆羅洲西北部最大的油田。此油田發現於1929年，石油生產於詩里亞海岸的晚中新世岩層中。詩里亞油田已生產超過75年，出產超過十億桶原油。油田現由汶萊殼牌石油公司運營。

## 歷史
詩里亞油田的歷史可追溯至1926年，英属马来亚石油公司人員F. F. Marriot與T. G. Cochrane在當地聞到汽油味，並委請一位瑞士地質學家進行分析後發現石油。1935年油田中已有36口油井完工，1936年增至53口。第二次世界大戰日軍入侵時，油田日產量已達約17,000桶，戰後日軍撤離前將數座油井燒毀，佔領當地的澳洲軍人則試圖撲滅火勢。
1950年代早期詩里亞油田引入抽油泵，1953年油田產量破紀錄達到近3650萬桶，同年新鑽探的S-328油井發生井噴。
1982年，油田中的詩里亞煉油廠開始運作。1991年第十億桶原油紀念碑揭幕，紀念該油田出產超過十億桶原油，紀念碑位於油田中第一個發現的油井S-1油井旁。
2004年10月汶萊殼牌石油公司在詩里亞北側離岸約3公里處、水深8公尺處發現油田尚未開採的部分。